# Saison 1 des Simpson
Vous lisez un « bon article » labellisé en 2012.
Chronologie
Saison 2
La première saison des Simpson est diffusée pour la première fois aux États-Unis par la Fox entre le 17 décembre 1989 et le 13 mai 1990. En France, elle est diffusée du 15 décembre 1990 au 9 mars 1991, et au Québec à partir du 15 février 1991 à Super Écran puis rediffusée en clair à partir du 7 septembre 1991 sur le réseau TQS. Les show runners de cette saison sont Matt Groening, James L. Brooks et Sam Simon.
La série devait au départ commencer à la fin de l'année 1989 avec l'épisode Une soirée d'enfer, qui présente les personnages principaux. Cependant, lors du premier contrôle de l'épisode, les producteurs se rendent compte que l'animation est si mauvaise que 70 % de l'épisode doit être refait. Ils décident alors d'annuler la série si l'épisode suivant est aussi médiocre, mais il ne souffre alors que de problèmes facilement corrigibles. Le début de la saison est cependant déplacé au 17 décembre, avec la diffusion de l'épisode Noël mortel, le pilote de la série. Lors de la diffusion en France, l'ordre des épisodes est rétabli et Une soirée d'enfer en devient le premier.
La saison remporte un Emmy Award et est nommée pour quatre autres récompenses. Le coffret DVD de la saison est sorti en région 1, le 25 septembre 2001 ; en régions 2 et 4, le 24 septembre 2001 et en région 5, le 21 août 2008. Elle est aussi sortie sur l'iTunes Store le 22 décembre 2010 en tant qu'« édition numérique ».

## Développement

### Origine desSimpson

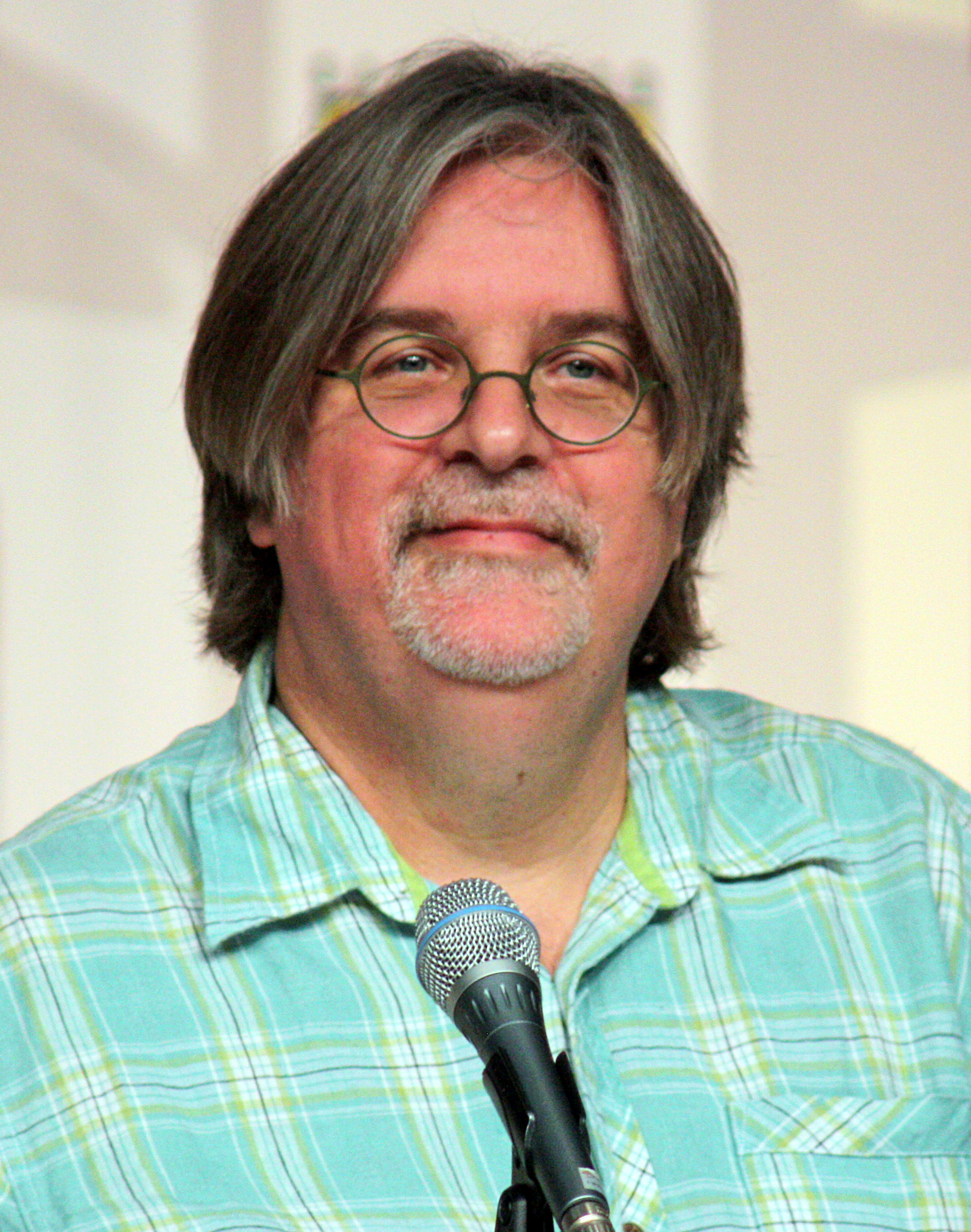
Matt Groening, le créateur des Simpson

Le créateur des Simpson, Matt Groening, conçoit l'idée de la série animée dans le couloir du bureau de James L. Brooks, le producteur de l'émission de variétés The Tracey Ullman Show. Il désire développer une série de parodies animées courtes, appelées « bumpers », pour les diffuser entre deux sketches. Brooks veut que les personnages de la bande dessinée de Groening Life in Hell soit adaptée à l'écran, mais Groening craint à la fois de devoir renoncer à ses droits d'auteur et de faire face à un échec de l'émission, échec qui aurait mis un terme à sa bande dessinée ainsi qu'à sa carrière. Il choisit donc de créer une autre famille atypique.
La famille Simpson apparaît pour la première fois lors de courts-métrages dans le Tracey Ullman Show du 19 avril 1987. Groening soumet aux animateurs de l'émission quelques croquis basiques des personnages, pensant qu'ils les amélioraient d'eux-mêmes. Au lieu de cela, ces derniers les recopient pratiquement à l'identique, ce qui explique l'apparence grossière des Simpson à cette époque.

### Production
En 1989, une équipe de sociétés de production adapte Les Simpson en une série d'épisodes d'une demi-heure pour la Fox Broadcasting Company. L'équipe comprend les membres qui composent actuellement la société de production multimédia Klasky Csupo. À l'époque des courts-métrages, tout est créé sur place mais à cause de l'augmentation de la charge de travail qu'engendrent les nouveaux épisodes, la production est sous-traitée dans le studio d'animation sud-coréen, AKOM. Alors que les personnages et les décors sont dessinés dans les studios américains, le tweening, la coloration et le tournage sont effectués dans la succursale asiatique.
Les Simpson sont développés par Matt Groening, James L. Brooks et Sam Simon, un scénariste et producteur avec qui Brooks a travaillé sur de précédents projets. Cependant, Groening et Simon ne s'entendent pas et sont toujours en conflit à propos de la série, Groening décrivant même leur relation comme « très litigieuse ». Ce dernier déclare que son but en créant cette émission est d'offrir aux téléspectateurs une alternative à ce qu'il appelle « les ordures habituelles » qu'ils ont l'habitude de regarder. Brooks négocie une clause dans le contrat avec le réseau de la Fox qui permet d'empêcher la chaîne d’interférer avec le contenu de l'émission. Les producteurs de la chaîne Fox sont anxieux et redoutent le fait que la série ne puisse captiver les téléspectateurs pendant toute la durée d'un épisode. Ils proposent alors de diviser chaque épisode en trois courts-métrages de sept minutes et de faire quatre épisodes de trente minutes par saison. Finalement les producteurs convainquent la Fox de diffuser treize épisodes de durée normale.
Sam Simon rassemble et dirige la première équipe de scénaristes, composée de John Swartzwelder, Jon Vitti, George Meyer, Jeff Martin, Al Jean, Mike Reiss, Jay Kogen et Wallace Wolodarsky,. Simon est qualifié de « développeur de la sensibilité » de l'émission. Ken Levine déclare qu'il « apporte de l'honnêteté aux personnages », qu'il leur permet d'être « tri-dimensionnels », et que le comique qu'il ajoute concerne « le tout d'un personnage, pas seulement des gags. Dans Les Simpson les personnages sont motivés par leurs émotions et leurs travers. « Qu'est-ce qu'ils pensent ? », correspond à la contribution de Simon. L'histoire provient des personnages ». Simon voit dans Les Simpson la possibilité de résoudre tout « ce qu['il] n'aime pas dans les dessins animés du samedi matin pour lesquels [il] a travaillé, [il] veut que les acteurs soient ensemble dans la même pièce, pas qu'ils lisent leur script chacun de leur côté. Les Simpson pourraient être une grande émission de radio. Si vous ne faites qu'écouter leurs voix, ça fonctionne ».
La série débute le 17 décembre 1989 avec l'épisode spécial Noël, Noël mortel. La série devait cependant commencer plus tôt avec l'épisode Une soirée d'enfer, qui présente les personnages principaux. Un vent de panique souffle lorsque l'épisode Une soirée d'enfer revient en premier du studio coréen et est présenté à l'équipe au bungalow de la Gracie Films. La première réaction du producteur-exécutif, James L. Brooks, est : « c'est de la merde ! » Après cette réaction toute l'équipe quitte la pièce, laissant Brooks et le responsable du studio Klasky-Csupo, Gábor Csupó, se disputer. Csupó refuse d'admettre que le problème vient de l'animation et accuse la qualité de l'écriture de l'émission.
Selon les producteurs le problème avec l'animation de cet épisode réside dans le fait qu'elle ne reflète pas le style différent de ce qui existe alors, envisagé pour cette série. À cette époque il y a peu de choix dans le type d'animation. Il existe alors dans le monde de l'animation trois styles, celui de Disney d'une part, celui de Warner Bros., et celui de Hanna-Barbera d'autre part. Les dessins animés de Disney et de Warner Bros. évoluent dans un univers flexible et les personnages semblent être faits en caoutchouc. Les producteurs veulent pour Les Simpson un environnement réaliste dans lequel les personnages et les objets ne peuvent pas faire quoi que ce soit d'impossible dans la réalité. Un exemple démontrant que la première animation de l'épisode est cartoonesque est la déformation de la porte lorsqu'elle est claquée, donnant l'impression qu'elle est en caoutchouc. La maison de production Hanna-Barbera utilise quant à elle quantité de bruitages cartoonesques, que l'équipe des Simpson ne désire pas non plus.
Pendant le contrôle du premier épisode l'équipe le trouve si épouvantable que plus de 70 % doit être refait. Les producteurs décident d'annuler la série si l'épisode suivant, Bart le génie, est aussi mauvais. Mais il s'avère qu'il ne souffre que de problèmes facilement réglables. Les producteurs réussissent à convaincre la Fox de déplacer la date de première diffusion au 17 décembre avec l'épisode Noël mortel en tant que tout premier épisode de la série. L'ordre des épisodes prévu à la base est rétabli lors de la première diffusion de la saison en France, ainsi Une soirée d'enfer est diffusé le 15 décembre 1990 en tant que premier épisode, suivi par Noël mortel le 22 décembre.
Bart le génie, est le premier épisode à comprendre le générique complet de la série, avec la punition de Bart sur le tableau noir ainsi que le gag du canapé. Matt Groening crée cette longue séquence dans le but de diminuer les besoins en animation pour chaque épisode. Ainsi ces deux gags récurrents utilisent les mêmes procédés et matériels chaque semaine. Groening, qui ne s'intéresse plus à la télévision depuis sa jeunesse, ne pense pas qu'un générique de cette longueur est inhabituel à cette époque. Les épisodes devenant de plus en plus longs, et l'équipe de production ne désirant pas couper les histoires pour permettre l'entière diffusion du long générique, des versions plus courtes de celui-ci ont été développées.
Dans certains épisodes de cette première saison, quelques-uns des personnages agissent de manière totalement différente avec ce qu'ils seront dans les saisons suivantes. Par exemple Lisa est indisciplinée et coléreuse, alors que Homer est la voix de la raison, leurs deux rôles s'inversant dans les prochains épisodes. Mr. Burns, dans L'Odyssée d'Homer, est doublé par Christopher Collins dans la version originale, seul épisode où il le double, remplacé ensuite par Harry Shearer. À l'origine, ce personnage s'inspire de Ronald Reagan, un concept abandonné par la suite.
Le premier épisode marque l'apparition de plusieurs nouveaux personnages par rapport aux courts-métrages tels que Seymour Skinner, Milhouse Van Houten, Moe Szyslak, Charles Montgomery Burns, Barney Gumble, Patty et Selma, Ned et Todd Flanders, Petit Papa Noël, Boule de Neige II ou encore Dewey Largo. Boule de Neige I est mentionné et Waylon Smithers peut être entendu dans le haut-parleur de la centrale nucléaire.
Au fil de la saison, dans les épisodes suivants, de nombreux autres personnages récurrents peuvent être rencontrés pour la première fois comme Martin Prince, Richard, Edna Krapabelle, Dr. J. Loren Pryor, Waylon Smithers, Otto Bus, Clancy Wiggum, Jasper Beardley, Sam et Larry, M. et Mme Winfield, Sherri et Terri, Dr Marvin Monroe, Eddie et Lou, Nelson Muntz, Herman, Murphy Gencives Sanglantes, Jacqueline Bouvier, Tahiti Bob, Timothy Lovejoy, Krusty le clown, Jimbo Jones, Kearney Zzyzwicz, Dolph Starbeam, Mlle Albright, Apu Nahasapeemapetilon et Agnès Skinner.

## Réception
Les Simpson est la première série télévisée de la Fox à figurer, dès la première saison, dans le top 30 des émissions rassemblant le plus de spectateurs. Cette première saison remporte un Emmy Award et reçoit quatre autres nominations. Même si les émissions télévisées ne peuvent présenter qu'un seul épisode par catégorie, Noël mortel, considéré comme spécial, est nommé dans la catégorie du meilleur programme d'animation de moins d'une heure aux côtés de l'épisode Marge perd la boule qui remporte le titre. Noël mortel est aussi nommé dans la catégorie du meilleur montage pour une minisérie, un téléfilm ou un programme spécial. L'épisode L'Abominable Homme des bois est nommé dans la catégorie de la meilleure performance individuelle en mixage du son pour une série comique ou un programme spécial. Le Simpsons Theme, composé par Danny Elfman est nommé dans la catégorie de la meilleure musique de générique.
À son commencement la série est controversée. Le comportement rebelle du personnage principal, Bart, qui n'est que rarement sanctionné par une punition, pousse certains parents à le qualifier de mauvais exemple pour leurs enfants,. Plusieurs écoles américaines interdisent les produits dérivés des Simpson ainsi que les t-shirts à leur effigie, tel que celui qui représente Bart déclarant « Sous-performant (et fier de l'être, mec !) ». Malgré cette censure, les produits dérivés se vendent bien et rapportent plus de 2 milliards de dollars pendant les quatorze premiers mois de vente.

## Distribution

### Personnages principaux
- Dan Castellaneta (Homer Simpson/Krusty le clown/Abraham Simpson/Barney Gumble
- Julie Kavner (Marge Simpson/Patty Bouvier/Selma Bouvier)
- Nancy Cartwright (Bart Simpson)
- Yeardley Smith (Lisa Simpson)
- Harry Shearer (Ned Flandres/Charles Montgomery Burns/Otto Bus/Kent Brockman)
- Hank Azaria (Apu Nahasapeematilon Jr/Moe Szyslak/Chef Wiggum)
- Pamela Hayden (Milhouse Van Houten)
- Marcia Wallace (Edna Krapabelle)

## Épisodes
| № | #  | Titre                                                                                | Réalisation                         | Scénario                                                | Première diffusion                | Code de prod. | Audience (en millions) |
| --- | -- | ------------------------------------------------------------------------------------ | ----------------------------------- | ------------------------------------------------------- | --------------------------------- | ------------- | ---------------------- |
| 1 | 1  | Noël mortel (Homer au nez rouge) Simpsons Roasting on an Open Fire                   | David Silverman                     | Mimi Pond                                               | 17 décembre 1989 22 décembre 1990 | 7G08          | 26,7                   |
| Après avoir assisté au spectacle de Noël de Bart et Lisa à l'école élémentaire de Springfield, Marge leur demande ce qu'ils désirent recevoir comme cadeaux pour Noël : Bart demande un tatouage et Lisa demande un poney, mais Marge refuse de leur offrir ces cadeaux. Quand ils vont au centre commercial le lendemain, Bart s'esquive et se fait tatouer un cœur avec le mot « Maman » à l'intérieur, cependant, dès que Marge l'aperçoit, elle amène son fils dans une clinique au laser pour l'effacer, mais elle doit dépenser tout l'argent qu'elle a économisé pour acheter les cadeaux de Noël de la famille. |    |                                                                                      |                                     |                                                         |                                   |               |                        |
| 2 | 2  | Bart le génie Bart the Genius                                                        | David Silverman                     | Jon Vitti                                               | 14 janvier 1990 2 février 1991    | 7G02          | 24,5                   |
| Bart a des problèmes sur un test de Q.I. et l'échange avec celui de Martin Prince. Après la parution des résultats, le psychiatre scolaire étiquette Bart comme étant un génie et l'envoie au Centre d'apprentissage pour élèves surdoués. |    |                                                                                      |                                     |                                                         |                                   |               |                        |
| 3 | 3  | Un atome de bon sens (L'odyssée de Homer) Homer's Odyssey                            | Wes Archer                          | Jay Kogen et Wallace Wolodarsky                         | 21 janvier 1990 29 décembre 1990  | 7G03          | 27,5                   |
| La classe de Bart visite la centrale nucléaire de Springfield, et Homer percute accidentellement une conduite radioactive avec son chariot, provoquant sa mise à pied immédiate. Déprimé, il décide de sauter d'un pont. Sa famille essaye de l'arrêter mais, dans la course, ils se font presque écraser par un camion. Se découvrant une nouvelle utilité, Homer se lance dans une croisade pour la sécurité contre la centrale. Pour mettre fin aux protestations de Homer, M. Burns lui propose un emploi en tant qu'inspecteur de la sécurité, avec une augmentation de salaire, que le père de famille accepte.   |    |                                                                                      |                                     |                                                         |                                   |               |                        |
| 4 | 4  | Simpsonothérapie (On est pas si pires) There's No Disgrace Like Home                 | Gregg Vanzo et Kent Butterworth     | Al Jean et Mike Reiss                                   | 28 janvier 1990 5 janvier 1991    | 7G04          | 20,2                   |
| Homer emmène sa famille au pique-nique de la compagnie au manoir de M. Burns. Marge, Bart et Lisa embarrassent Homer qui remarque que M. Burns semble privilégier une famille qui s'aime et se respecte mutuellement. Convaincu que lui et sa famille sont pathétiques, il amène tout le monde au centre de thérapie familiale du Dr Marvin Monroe. Comme les méthodes standards s'avèrent inutiles, Monroe a recours à la sismothérapie et relie les Simpson à des électrodes. Les Simpson s'électrocutent les uns les autres, causant des baisses de tension dans Springfield.                                        |    |                                                                                      |                                     |                                                         |                                   |               |                        |
| 5 | 5  | Terreur à la récré (Bart s'en va-t-en guerre) Bart the General                       | David Silverman                     | John Swartzwelder                                       | 4 février 1990 12 janvier 1991    | 7G05          | 27,1                   |
| Lisa a préparé des gâteaux pour sa classe. Mais, en arrivant à l'école, Nelson les fait volontairement tomber. Bart pour venger sa sœur se bat avec la brute, bataille qu'il perd. Bart demande donc à son grand-père et à un armurier la façon de se battre. Il réunit tous les garçons de sa classe pour monter une armée contre Nelson et ses amis. |    |                                                                                      |                                     |                                                         |                                   |               |                        |
| 6 | 6  | Ste Lisa Blues (Les blues de Lisa) Moaning Lisa                                      | Wes Archer                          | Al Jean et Mike Reiss                                   | 11 février 1990 19 janvier 1991   | 7G06          | 27,4                   |
| Lisa déprimée ne trouve du réconfort qu'en jouant du blues avec son saxophone. Homer lui demande d'arrêter prétextant que ça le déconcentre lorsqu'il joue à la boxe virtuelle avec son fils. Découragée elle se réfugie dans sa chambre d'où elle entend Murphy Gencives Sanglantes jouant un morceau de blues. Elle décide de s'échapper pour faire un bœuf avec lui. Affolée Marge part à sa recherche. |    |                                                                                      |                                     |                                                         |                                   |               |                        |
| 7 | 7  | L'Abominable Homme des bois (Les Simpson, coureurs de bois) The Call of the Simpsons | Wes Archer                          | John Swartzwelder                                       | 18 février 1990 9 février 1991    | 7G09          | 27,6                   |
| Homer, jaloux du nouveau camping-car de Flanders, décide de s'en acheter un. Profitant de leur achat, les Simpson partent en forêt. La famille se trouve alors au bord d'un ravin et se voit obligée de quitter le véhicule. Les Simpson se retrouvent alors seuls, perdus dans les bois. |    |                                                                                      |                                     |                                                         |                                   |               |                        |
| 8 | 8  | Bart a perdu la tête (Bart, chasseur de tête) The Telltale Head                      | Rich Moore                          | Al Jean, Mike Reiss, Sam Simon et Matt Groening         | 25 février 1990 26 janvier 1991   | 7G07          | 28,0                   |
| Bart raconte aux habitants furieux de la ville de Springfield les péripéties qui l'ont amené à se retrouver avec entre les mains, la tête de la statue du fondateur de la ville, Jebediah Springfield. |    |                                                                                      |                                     |                                                         |                                   |               |                        |
| 9 | 9  | Marge perd la boule (Marge prend sa revanche) Life on the Fast Lane                  | David Silverman                     | John Swartzwelder                                       | 18 mars 1990 23 février 1991      | 7G11          | 33,5                   |
| À l'anniversaire de Marge, Homer lui offre une boule de bowling sur laquelle il a gravé son propre nom. Marge se rend donc compte qu'il l'a achetée pour lui-même et décide de la garder et de s'en servir seule. Sur la piste de bowling elle rencontre Jacques qui va tenter de la séduire. |    |                                                                                      |                                     |                                                         |                                   |               |                        |
| 10 | 10 | L'Odyssée d'Homer (Homer fait une virée) Homer's Night Out                           | Rich Moore                          | Jon Vitti                                               | 25 mars 1990 16 février 1991      | 7G10          | 30,3                   |
| Lors d'un enterrement de vie de garçon Homer danse sur la table avec une danseuse orientale. Au même moment, Bart entre dans la salle et en profite pour prendre une photographie de cette scène avec son tout nouvel appareil. La photo ne tarde pas de faire le tour de la ville. |    |                                                                                      |                                     |                                                         |                                   |               |                        |
| 11 | 11 | L'Espion qui venait de chez moi (Bart au grand cru) The Crepes of Wrath              | Wesley Archer et Milton Gray        | George Meyer, Sam Simon, John Swartzwelder et Jon Vitti | 15 avril 1990 9 mars 1991         | 7G13          | 31,2                   |
| Après avoir blessé la mère du proviseur Skinner, Bart est envoyé en France pour travailler dur dans les vignes. En échange la famille Simpson accueille Adil, un petit Albanais qui s'avèrera être un espion pour son pays. |    |                                                                                      |                                     |                                                         |                                   |               |                        |
| 12 | 12 | Un clown à l'ombre (Mauvaise passe pour Krusty le Clown) Krusty Gets Busted          | Brad Bird                           | Jay Kogen et Wallace Wolodarsky                         | 29 avril 1990 2 mars 1991         | 7G12          | 30,4                   |
| Homer est témoin du braquage d'Apu au mini-marché par Krusty. Celui-ci se fait vite arrêter par la police, les vidéos de surveillance faisant foi. Mais Krusty jure être innocent et Bart, son plus grand fan, le croit. Il commence à mener l'enquête en compagnie de sa sœur. |    |                                                                                      |                                     |                                                         |                                   |               |                        |
| 13 | 13 | Une soirée d'enfer (Une soirée romantique) Some Enchanted Evening                    | David Silverman et Kent Butterworth | Matt Groening et Sam Simon                              | 13 mai 1990 15 décembre 1990      | 7G01          | 27,1                   |
| Homer et Marge engagent Mademoiselle Boltz pour garder les enfants pendant qu'ils tentent de se réconcilier au restaurant à la suite de leur dispute. En plus de paraître étrange, Bart et Lisa se rendent compte qu'elle est une voleuse recherchée par la police. |    |                                                                                      |                                     |                                                         |                                   |               |                        |

## Sortie VHS et DVD
Avant la parution du coffret, cette saison est sortie en cassettes VHS. Les treize épisodes sont d'abord répartis entre les volumes 1 à 7 dans la collection Les Simpson - Collection, sortis en France entre le 23 novembre 1992 et le 19 mai 1993. Un coffret de cassettes rassemblant l'ensemble de la saison est ensuite sorti le 4 mai 2000.
Le 25 septembre 2001 un coffret DVD comprenant les treize épisodes de la série est distribué par la 20th Century Studios Home Entertainment, soit onze ans après sa diffusion à la télévision. Ce coffret DVD contient des bonus, notamment des scripts originaux, des animatiques, des commentaires pour chaque épisode, et bien plus encore. Le coffret a été la série télé la plus vendue en DVD avec environ 1,9 million d'unités jusqu'en octobre 2004 où elle est dépassée par la première saison du Chappelle's Show.
| L'intégrale de la saison 1 | | | |
| Détails, | Détails, | Détails, | Bonus, |
| - 13 épisodes - 3 disques - Aspect ratio 1.33:1 - Langues : - Anglais (Dolby Digital 5.1, avec sous-titres) - Français (Dolby Digital 2.0 Surround) - Espagnol (sous-titres uniquement) | - 13 épisodes - 3 disques - Aspect ratio 1.33:1 - Langues : - Anglais (Dolby Digital 5.1, avec sous-titres) - Français (Dolby Digital 2.0 Surround) - Espagnol (sous-titres uniquement) | - 13 épisodes - 3 disques - Aspect ratio 1.33:1 - Langues : - Anglais (Dolby Digital 5.1, avec sous-titres) - Français (Dolby Digital 2.0 Surround) - Espagnol (sous-titres uniquement) | - Commentaires audio pour chaque épisode - La version préliminaire originale de l'épisode Une soirée d'enfer avec ou sans les commentaires. - Extraits audio de l'épisode Marge perd la boule . - Animation par ordinateur pour l'épisode Terreur à la récré commenté par Matt Groening et David Silverman - un extrait d'une émission spéciale de la BBC, "America's First Family'" datant du 23 juin 2000. - Extraits internationaux - Marge perd la boule - Français - Italien - Espagnol - Japonais - Portugais - Court métrage du Tracy Ullman Show : Good Night - Une bande dessinée "Life in Hell", intitulée "La Voie de la Mort à Los Angeles", datant de 1982. - Galerie de croquis des animateurs. - Un extrait d'un reportage de ABC News : Bart T-shirt Controversy datant de 1990 - Images et couvertures de magazines - Scripts originaux pour Bart le génie, Terreur à la récré, Ste Lisa Blues et Une soirée d'enfer |
| Dates de sorties | | | - Commentaires audio pour chaque épisode - La version préliminaire originale de l'épisode Une soirée d'enfer avec ou sans les commentaires. - Extraits audio de l'épisode Marge perd la boule . - Animation par ordinateur pour l'épisode Terreur à la récré commenté par Matt Groening et David Silverman - un extrait d'une émission spéciale de la BBC, "America's First Family'" datant du 23 juin 2000. - Extraits internationaux - Marge perd la boule - Français - Italien - Espagnol - Japonais - Portugais - Court métrage du Tracy Ullman Show : Good Night - Une bande dessinée "Life in Hell", intitulée "La Voie de la Mort à Los Angeles", datant de 1982. - Galerie de croquis des animateurs. - Un extrait d'un reportage de ABC News : Bart T-shirt Controversy datant de 1990 - Images et couvertures de magazines - Scripts originaux pour Bart le génie, Terreur à la récré, Ste Lisa Blues et Une soirée d'enfer |
| Région 1 | Région 2 | Région 4 | - Commentaires audio pour chaque épisode - La version préliminaire originale de l'épisode Une soirée d'enfer avec ou sans les commentaires. - Extraits audio de l'épisode Marge perd la boule . - Animation par ordinateur pour l'épisode Terreur à la récré commenté par Matt Groening et David Silverman - un extrait d'une émission spéciale de la BBC, "America's First Family'" datant du 23 juin 2000. - Extraits internationaux - Marge perd la boule - Français - Italien - Espagnol - Japonais - Portugais - Court métrage du Tracy Ullman Show : Good Night - Une bande dessinée "Life in Hell", intitulée "La Voie de la Mort à Los Angeles", datant de 1982. - Galerie de croquis des animateurs. - Un extrait d'un reportage de ABC News : Bart T-shirt Controversy datant de 1990 - Images et couvertures de magazines - Scripts originaux pour Bart le génie, Terreur à la récré, Ste Lisa Blues et Une soirée d'enfer |
| 25 septembre 2001 | 10 octobre 2001 | 16 octobre 2001 | - Commentaires audio pour chaque épisode - La version préliminaire originale de l'épisode Une soirée d'enfer avec ou sans les commentaires. - Extraits audio de l'épisode Marge perd la boule . - Animation par ordinateur pour l'épisode Terreur à la récré commenté par Matt Groening et David Silverman - un extrait d'une émission spéciale de la BBC, "America's First Family'" datant du 23 juin 2000. - Extraits internationaux - Marge perd la boule - Français - Italien - Espagnol - Japonais - Portugais - Court métrage du Tracy Ullman Show : Good Night - Une bande dessinée "Life in Hell", intitulée "La Voie de la Mort à Los Angeles", datant de 1982. - Galerie de croquis des animateurs. - Un extrait d'un reportage de ABC News : Bart T-shirt Controversy datant de 1990 - Images et couvertures de magazines - Scripts originaux pour Bart le génie, Terreur à la récré, Ste Lisa Blues et Une soirée d'enfer |